# Santo Eustáquio e Dependências
Santo Eustáquio e Dependências, oficialmente Colônia de Santo Eustáquio e Dependências, foi uma colônia neerlandesa (holandesa) nas Pequenas Antilhas. Existiu entre 1815 e 1828.

## História
A colônia de Curaçau e Dependências foi fundada a partir das ilhas neerlandesas localizadas no Caribe (Caraíbas, em português europeu) que foram capturadas por Napoleão e que, após sua queda, foram devolvidas ao Reino dos Países Baixos. Fundada pela primeira vez em 1815, a colônia foi rebaixada para administração a partir da Guiana Neerlandesa em 1828 como forma de reduzir custos administrativos.
Porém, em 1845, os Países Baixos voltam atrás e recriam a colônia de Curaçau e Dependências incluindo as ilhas que pertenciam a Santo Eustáquio e Dependências.

## Ilhas
- Saba
- São Martinho (apenas parte sul da ilha, já que a parte norte pertence a França.
- Santo Eustáquio